# 水怪

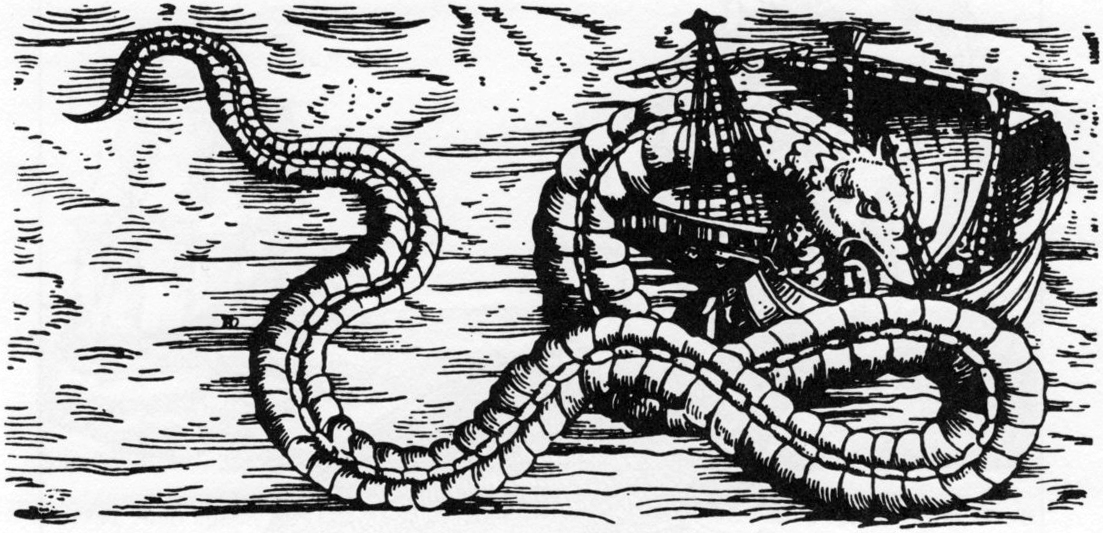
巨型海蛇攻击海上船只

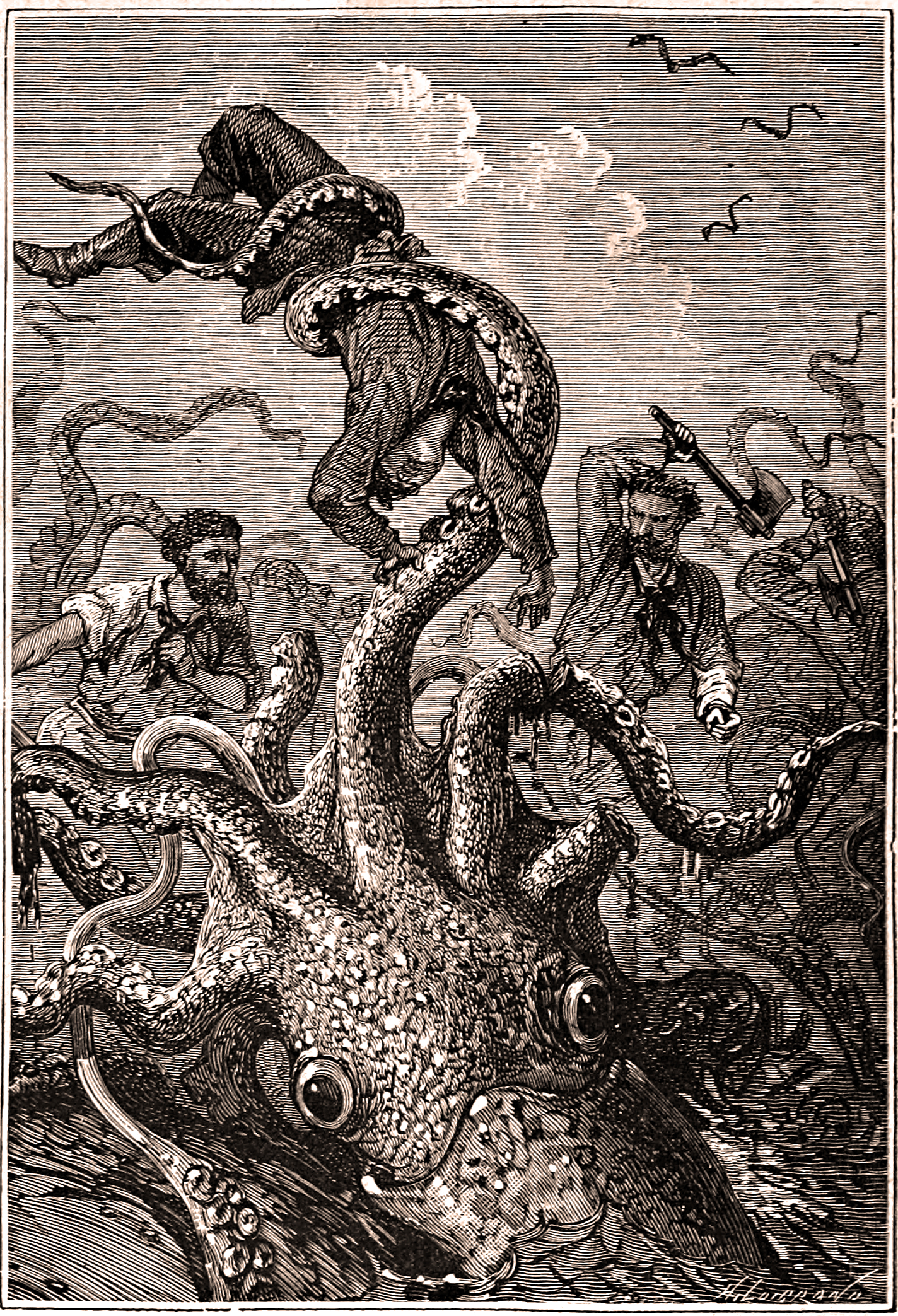
《海底兩萬里》插圖中的水怪

水怪（Sea monster，或称“海怪”以特指海洋中的水怪）是指生活在水里的神话传说和未知名的生物。普遍认为，在海中大约1000米深的地方，有许多大型未知生物，体长约在18-20米之间。
水怪形式多样，如龙、海蛇及长有多支手的怪物等。

## 有关水怪的记载
早期包括航海家会遇到许多天灾，对于陌生的环境包括大海，有不少传说里提到有海怪。可能是有人看到了包括鲸鱼和其他海洋生物传出来，然后这些人把自己看到的景象和经历夸大，接着不少作家和艺术家又加以渲染而产生。
在许多与海或其他较大水域有接触的国家中都能找到有关水怪的纪载。加拿大歐肯納根湖中有著名的水怪奧古布古。俄罗斯的貝加爾湖、美国的尚普兰湖也存在有水怪。仅就中國而言，新疆的喀納斯湖、吉林省的長白山天池、青海省的青海湖、河南省驻马店市的銅山湖也都有水怪的傳聞。譬如，1985年《新疆日報》在头版头条位置刊出一則消息：“喀纳斯湖发现巨型大红鱼”，长约10-15米，新疆大学生物系师生在湖边親眼所見，后懷疑是一隻哲羅鮭。
最早關於水怪的記載可追溯到565年。當時，愛爾蘭傳教士聖哥倫伯和友人在英国的尼斯湖游泳，水怪突然向他的朋友襲來，幸好教士情急之下厲聲喝罵：「不要前進，也不要傷人。從速離去。」湖怪掉头潜入水底，友人幸運地游回岸上。

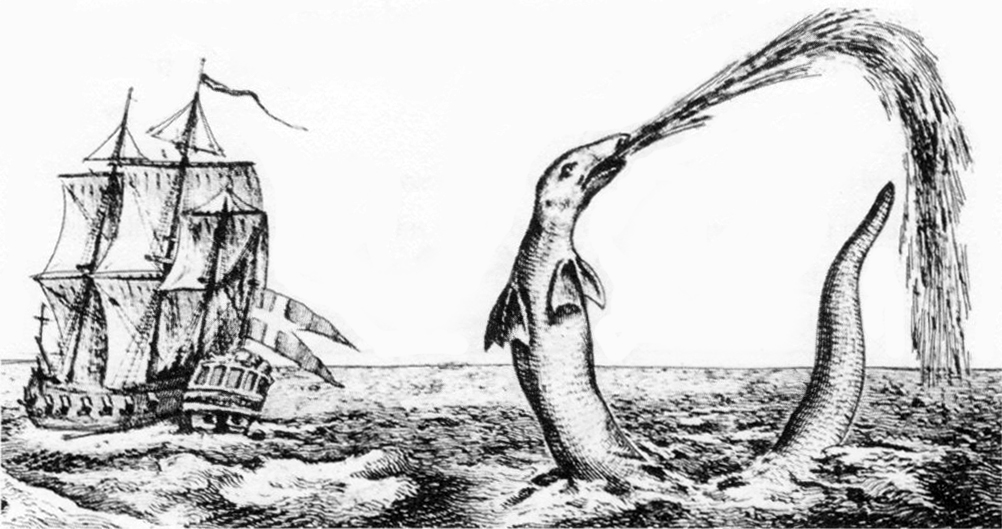
汉斯·艾吉提1734年所报海怪的模拟图

1734年7月6日，丹麦传教士汉斯·艾吉提在航向格陵兰西海岸的努克市的途中突遇一只形似海蛇的怪物，他对此记载道：
“那边出现了一个非常可怕的海洋生物。它高高伸出海面，头比船的大桅楼还高，鼻子长而尖，可以像鲸一样喷射，鳍宽而大，身上长着褶皱不平的坚硬表皮。而且，它身体的下部分和蛇很像，当它再次潜入水中时，会向后仰，同时尾部露出水面，身躯和整条船一样长。当晚，天气十分恶劣。”
汉斯·艾吉提还收集十八世紀以來有關目擊水怪的報告，集結成專書。
1861年11月30日，法國軍艦阿力頓號的船員在西班牙開往騰納立夫島途中，遇上一隻巨大的海怪，長得很像巨型章魚。有船員用魚叉把怪物叉中，但怪物掙扎後逃去，魚叉上留有碎肉。
根據1909年3月日本《朝日新聞》報導，當時一艘英國汽船「蘇丹號」在台灣近海目擊到一隻背上有一排棘刺的巨大海獸。後來，該海怪被命名為「海棘獸」，名列台灣妖怪之一。
1934年4月，倫敦醫生威爾遜途經尼斯湖，發現水怪，連忙用相機拍下了水怪的照片。有科學家認為是七千多萬年前滅絕的蛇頸龍。
1977年4月，一艘日本籍遠洋漁船瑞洋丸（ずいようまる），在紐西蘭外海捕獲一具身份不名的生物骸骨，長度約有10公尺。由於該屍體發出惡臭，船長田中昭不願意將牠帶回日本，只在照了幾張照片後，便丟回海中。經過分析之後，科學家認為此動物只是一隻姥鯊的屍體，只是屍體腐爛的程度相當嚴重，因此無法認出這隻姥鯊生前的樣貌。
这些“怪物”究竟是什么还存有争议。它们可能是皱鳃鲨、姥鲨、桨鱼、大王乌贼、乌贼或鲸。还有假说认为人们所见到的怪物可能是巨大海生爬行动物的存活个体，如侏罗纪和白垩纪时期的鱼龙或蛇颈龙，或已灭绝的鲸类的存活个体，如龙王鲸。
还有可能的情况是，许多的报告把鲨鱼或鲸的尸体，大型海藻，木头或包括遗弃的木筏、独木舟和渔网等在内的其他漂浮物误当成了海怪。

## 水怪種類

### 鱼
《点石斋画报》亦有《水怪搏人》，记载在焦山有位书生，遇到头是鱼，但体型人形，手像蒲扇，高约一丈多些，腿像柱子的怪物。书生李某就用铜鞭去打怪物。此怪在水木茂的《中国妖怪事典》记为“鱼头”。

### 龍
世界上有許多有關於龍的傳說，大部份人認為龍生活在水中，偶爾會到陸地（當然也可以飛）。《山海經》上也記載了許多龍的事情，其中提到了龍生活於水中。而疑似發現龍的案例——湄公河的巨龍那伽，就是十分典型的例子。中文
```
《
八仙得道传
》有
蛟龙
精
```

### 爬虫类

#### 巨龜
巨龜是比較少見的例子，不過確實有這個案例，比如美国印第安纳州的巴斯科怪兽。

#### 巨蛇
如北歐神話裡的耶夢加得和希臘神話裡的九頭蛇。

### 巨型海怪
巨型海怪事實上就是一種未被發現的巨大海洋生物，在未來被發現且命名的可能性極高，越深海怪的體型越大，甚至有體型由30到100米以上的海怪，1000米以下的深度是十分有可能會發現巨型海怪的地方，巨型海怪可能是巨大海生爬行動物的存活個體，食量非常大，或其他已滅絕的巨大海洋生物的存活個體，還有可能的情況是，巨型海怪是個全新品種的巨大海洋生物。
巨鲸
世界各地的神话与民间传说中都包含了关于超巨大鲸鱼的各种记载。阿拉伯地区的故事集《一千零一夜》中记载了船员误把巨鲸脊背当成小岛登陆，以及暴风雨中成群的巨鲸摧毁船只等各类故事，爱尔兰圣人“圣布伦丹”的传说也有类似的情节发生。中国古书《列子·汤问》则收录了有关巨鱼“鲲”的记载。而印度亦流传有“摩伽罗”的神话故事。

### 人魚
是否真正存在人魚目前也尚無法確定。有记载的人鱼叫作塞壬，据说是海神的女儿。还有一种是下半身是鱼，上半身是一种酷似人的样子。在中国《山海经》中也有关于鲛人的相似記載。

### 无脊椎动物
- 蠑螺鬼（日语：栄螺鬼）
- 大王乌贼
- 巨型章魚
- 挪威海怪

#### 巨蟹
《山海经·大荒东经》中记载女巫“女丑”豢有一只大蟹 （页面存档备份，存于）。在中國唐代戴孚《廣異記》中記載了一則海中大蟹與一隻名為「山神」的巨蛇搏鬥的事件，該蟹被形容的異常巨大，牠的兩隻螯高幾百丈，從遠處看來就像是兩座高山一樣。此外在清末的台灣近海處，亦有「闊如桌面，兩螯如巨剪」的大蟹出沒的記錄。西方的希腊神话里亦有关于“巨蟹座”由来的海怪神话。

## 古地圖上的水怪
在中世紀和文藝復興時期的一些歐洲古地圖上出現了各式各樣的水怪。據地圖史學家切特·凡·杜澤分析：地圖上的水怪有著兩大功能，一是為船員指引可能的危險，二是成為地圖的裝飾性元素。手繪地圖上的水怪通常是製圖師根據客戶要求而畫上的，而印刷地圖上的水怪則主要是作為增加銷量的元素。

## 外部連結
- 尼斯湖水怪